# Pheidole senex
Pheidole senex är en myrart som beskrevs av Robert E. Gregg 1952.
Pheidole senex ingår i släktet Pheidole och familjen myror. Inga underarter finns listade i Catalogue of Life.

## Bildgalleri

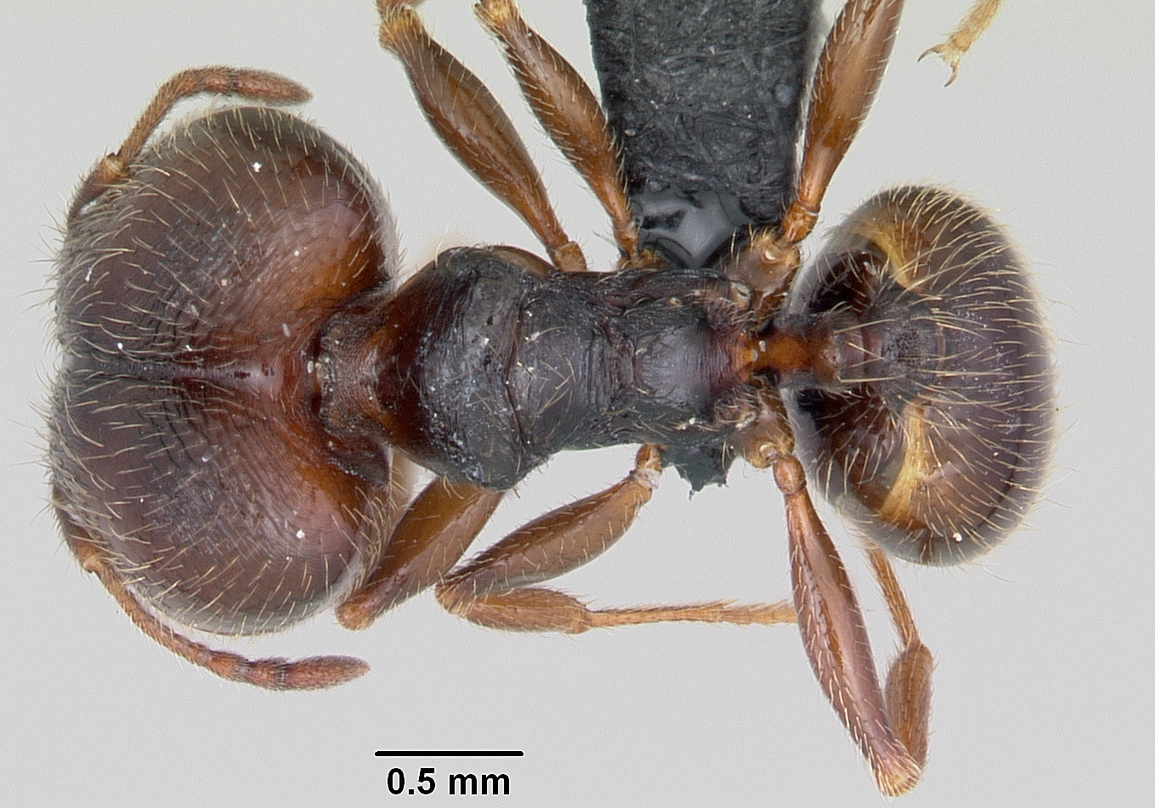
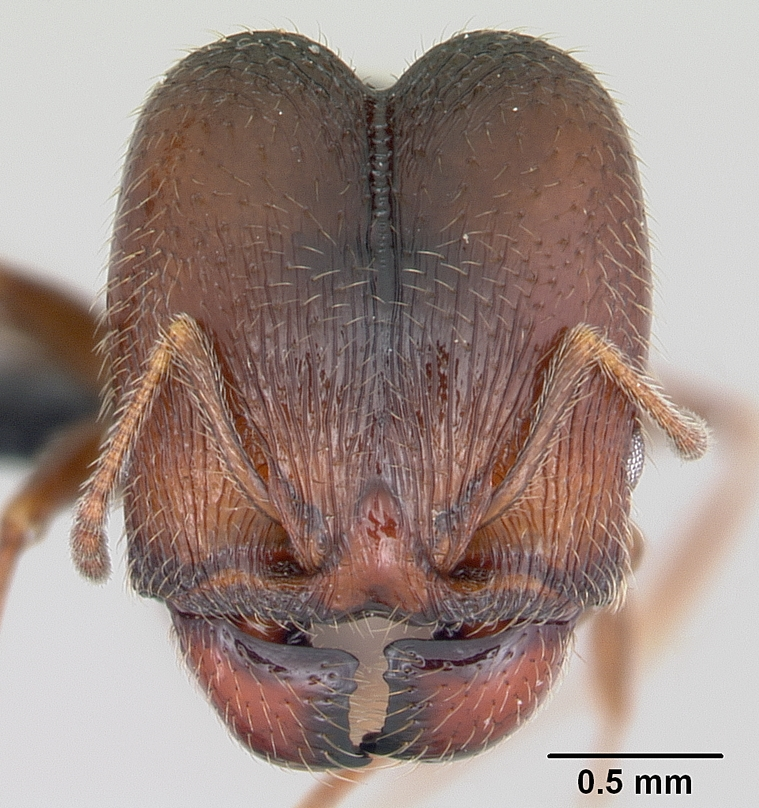
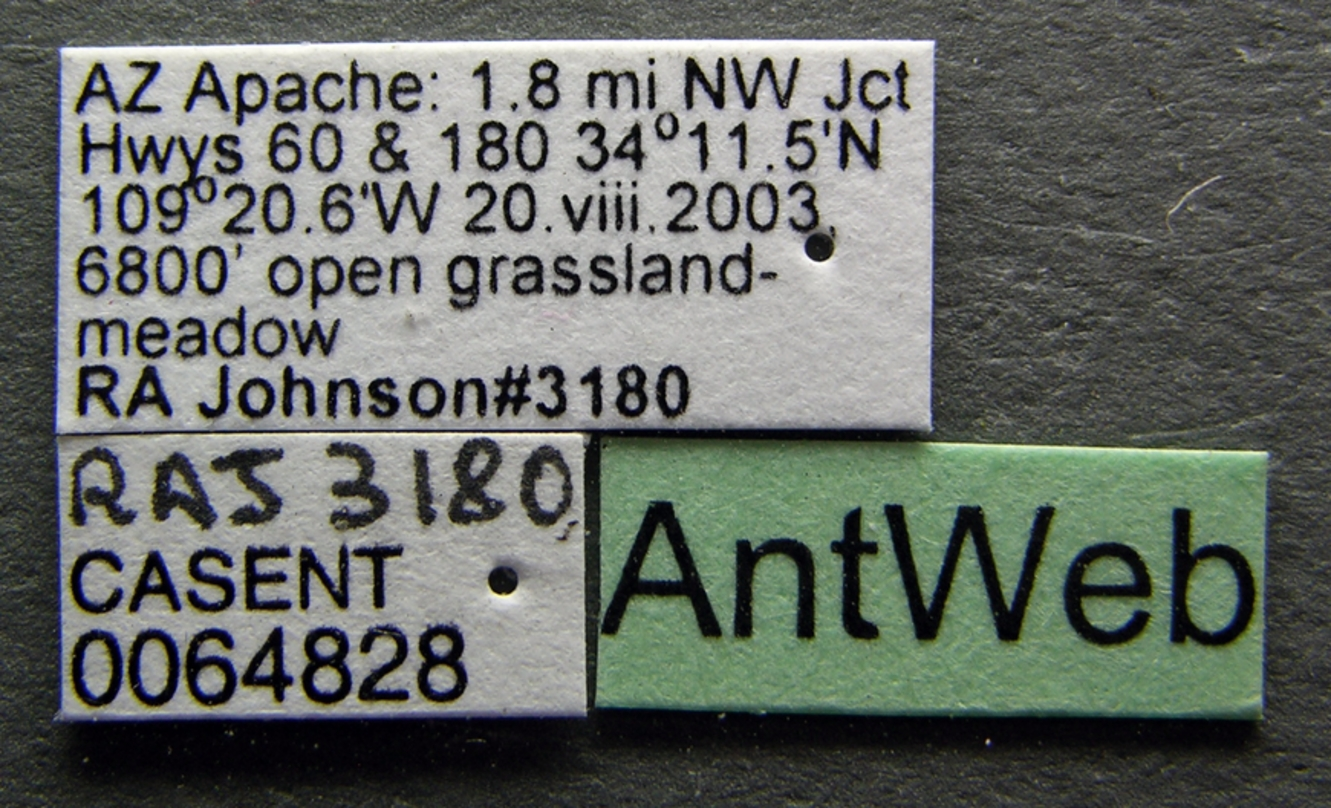
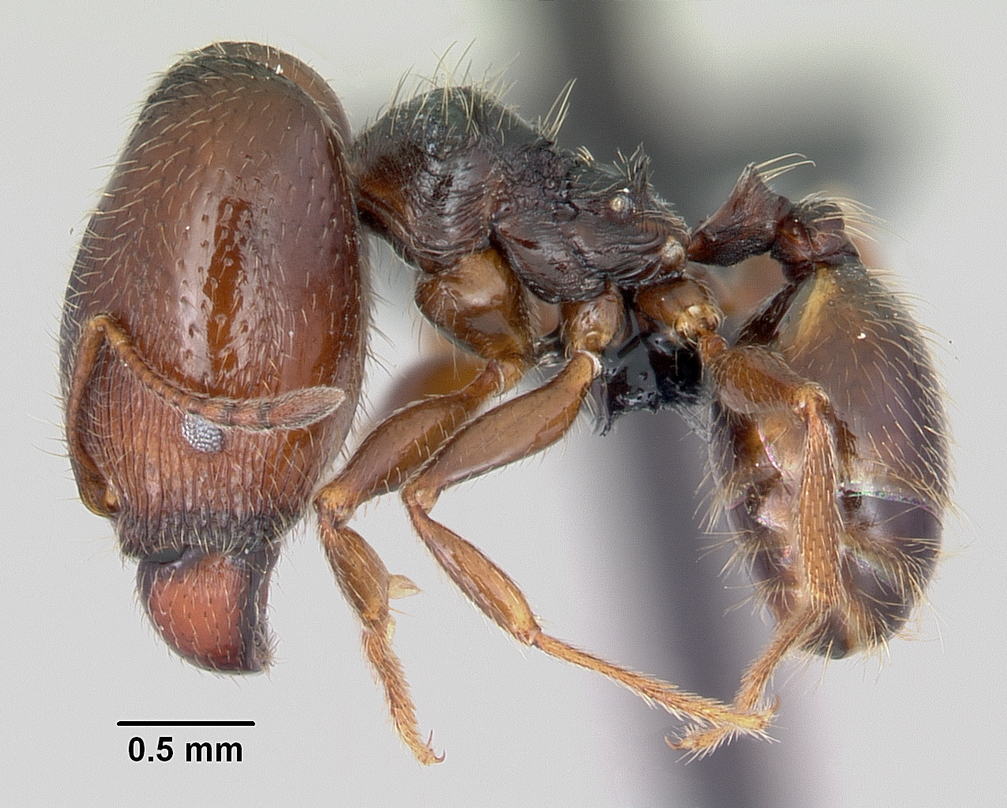
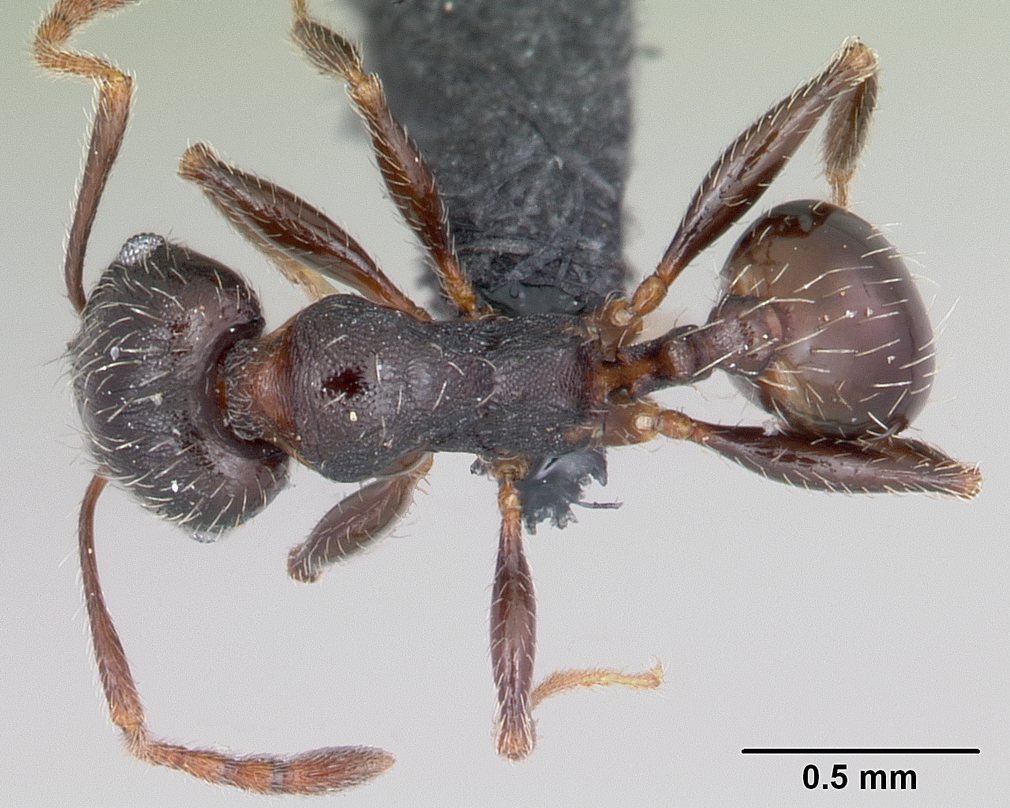
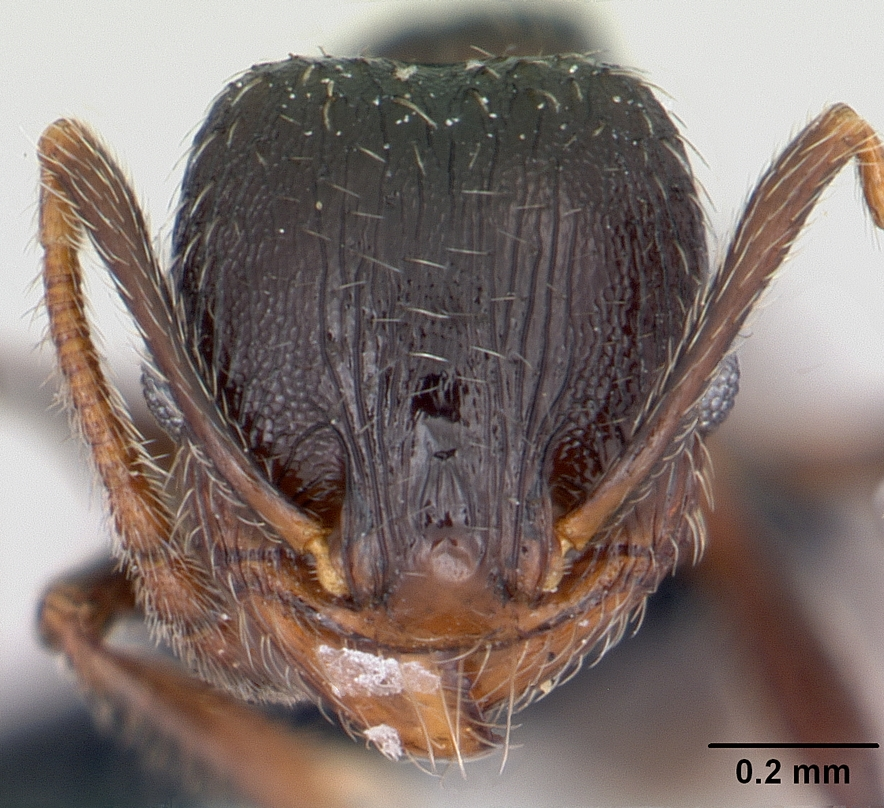